# Symmoca vitiosella
Symmoca vitiosella is een vlinder uit de familie dominomotten (Autostichidae). De wetenschappelijke naam is voor het eerst geldig gepubliceerd in 1868 door Zeller.
Deze vlinder komt voor in Europa.